# 2 Kompania Regulacji Ruchu

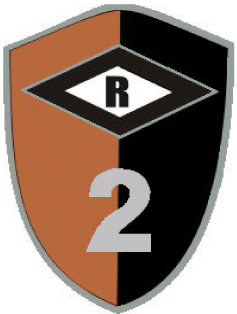
Oznaka rozpoznawcza kompanii

2 Oleśnicka kompania regulacji ruchu (2 krr) – samodzielny pododdział dyslokowany w Oleśnicy, podległy komendantowi 4 Regionalnej Bazy Logistycznej.

## Historia
2. kompania regulacji ruchu sformowana została 1 marca 2002 roku na podstawie rozkazu Dowódcy ŚOW nr Pf-8/Org. z dnia 28 stycznia 2002 roku. Powstała na bazie kompanii reprezentacyjnej Śląskiego Okręgu Wojskowego stacjonowała w 2 batalionie dowodzenia ŚOW we Wrocławiu.
1 kwietnia 2005 została przedyslokowana do miejscowości Oleśnica.
W latach 2007–2009 kompania była jedną z niewielu w Polsce w pełni uzawodowioną jednostką wojskową.
Do 2009 roku była kompanią honorową Śląskiego Okręgu Wojskowego.
Decyzją Nr 409/MON Ministra Obrony Narodowej z dnia 8 listopada 2010 wprowadzono odznakę pamiątkową kompanii.
Decyzją Nr 36/MON Ministra Obrony Narodowej z dnia 14 lutego 2011 wprowadzono oznakę rozpoznawczą kompanii.
Decyzją Nr 11/MON Ministra Obrony Narodowej z dnia 12 stycznia 2017 2. kompania regulacji ruchu przyjmuje wyróżniającą nazwę „Oleśnicka”.

## Dowódcy
- kpt. Dariusz Zaremba: 1 marca 2002 – 30 czerwca 2004
- kpt. Sławomir Stefański: 1 lipca 2004 – 21 stycznia 2011
- ppor. Mariusz Łacny (cz. p.o.): 21 stycznia 2011 – 9 maja 2011
- kpt. Marek Krzysztofik: 9 maja 2011 – 3 stycznia 2013
- ppor. Wojciech Sługocki: 3 stycznia 2013 – 28 marca 2013
- kpt. Arkadiusz Mikuła: od 28 marca 2013 – 28 maja 2015
- ppor. Wojciech Sługocki: 28 marca 2015 – 8 lipca 2015
- kpt. Artur Dąbrowski: 9 lipca 2015 – 1 stycznia 2018
- kpt. Wojciech Sługocki: od 2 stycznia 2018 – 30 czerwca 2021
- kpt. Radosław Bola: 30 czerwca 2021 - obecnie[6]

## Podległość
- Śląski Okręg Wojskowy – 1 marca 2002 – 30 kwietnia 2011
- 4 Regionalna Baza Logistyczna – od 1 maja 2011